# Попова, Мария Владимировна
Мария Владимировна Попо́ва (бел. Марыя Уладзіміраўна Папова; 13 июля 1994, Бобруйск, Беларусь) — белорусская баскетболистка, играет в амплуа тяжёлого форварда за баскетбольный клуб УГМК и национальную сборную Беларуси. Мастер спорта Республики Беларусь международного класса.

## Биография

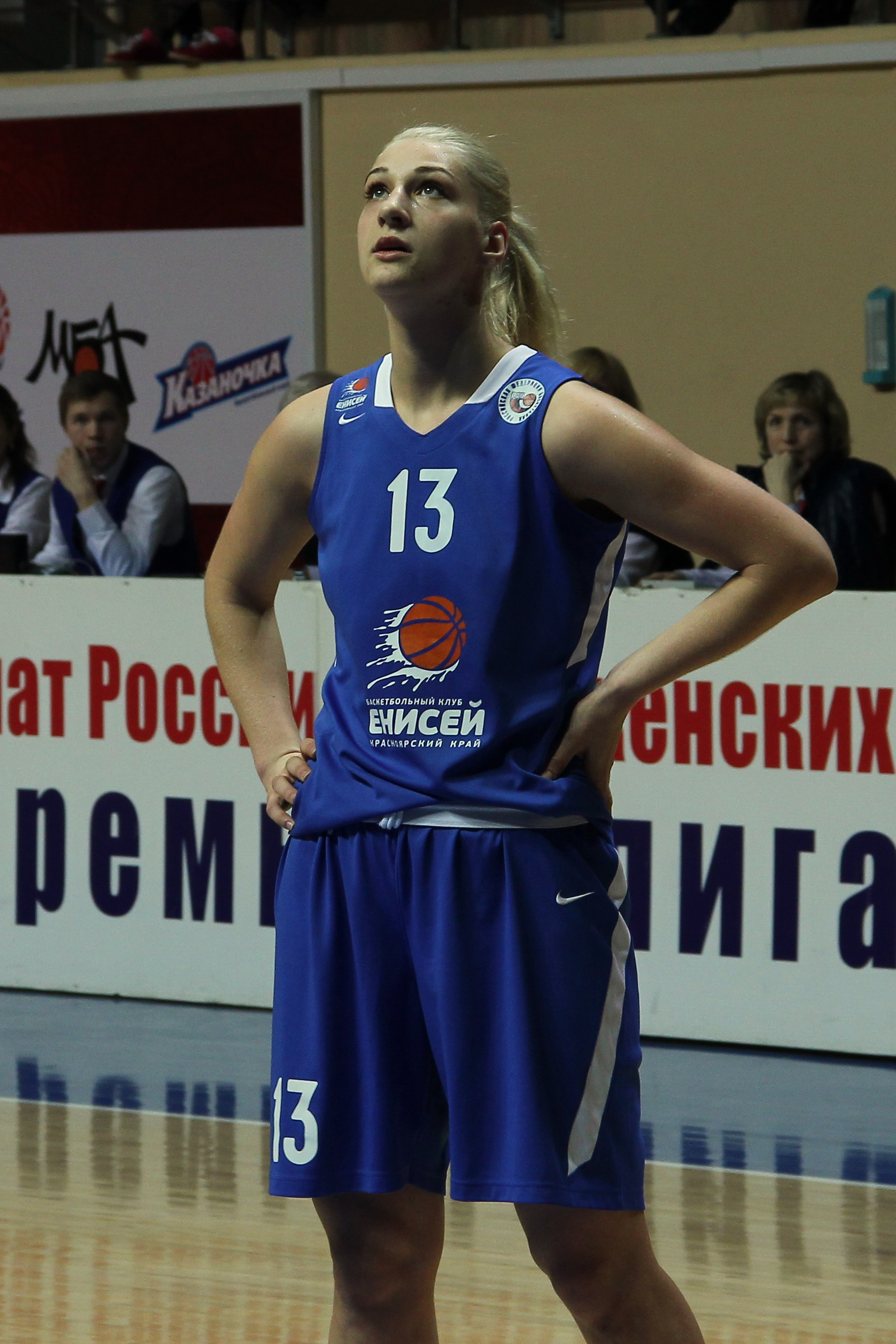
В составе Енисея (2016)

Начала заниматься баскетболом в средней школе (в 5-м или 6-м классе). Первый тренер — Наталья Николаевна Богданович. С 8-го класса перевелась в Могилёвское училище олимпийского резерва, начала играть за «Могилевчанку». В 2011 году стала самой результативным игроком в сборной Беларуси (U-18) на чемпионате Европы в дивизионе «В» (11,9 очка, 8,1 подбора).
В сезоне 2012/13 была признана лучшим молодым игроком чемпионата Беларуси. Летом 2014 года стала шестой в рейтинге лучших молодых игроков Европы по итогам совместного голосования экспертов и интернет-пользователей, организованном ФИБА-Европа. С 15 лет выступала за Беларусь за юниорские и молодёжные сборные: U-16, U18, затем U-20.
В июле 2016 года подписала контракт с турецким клубом «Галатасарай» из Стамбула.
В сентябре 2020 года вошла в состав екатеринбургского клуба УГМК.
По опросу газеты «Прессбол» признана лучшей баскетболисткой Беларуси сезона 2024/2025.

## Достижения
- Чемпионка Беларуси: 2012/2013, 2014/2015.
- Чемпионка Польши: 2019/2020.
- Чемпионка России: 2020/2021, 2022/2023, 2023/2024, 2024/2025.
- Серебряный призёр чемпионата Беларуси: 2011/2012.
- Серебряный призёр чемпионата Бельгии: 2013/2014.
- Серебряный призёр чемпионата Польши: 2018/2019.
- Серебряный призёр чемпионата России: 2021/2022.
- Бронзовый призёр чемпионата Турции: 2016/2017.
- Обладатель Кубка Польши: 2019/2020.
- Обладатель Кубка России: 2022/2023, 2023/2024, 2024/2025.
- Чемпионка Евролиги: 2020/2021.
- Чемпионка БЖБЛ: 2012/2013, 2014/2015.
- Бронзовый призёр БЖБЛ: 2011/2012.